# Rivière Moreau (La Haute-Côte-Nord)
Pour les articles homonymes, voir Moreau et Rivière Moreau.
La rivière Moreau est un affluent de la rive nord-ouest du fleuve Saint-Laurent, coulant dans la municipalité des Escoumins, dans la municipalité régionale de comté (MRC) de La Haute-Côte-Nord, sur la Côte-Nord, dans la Province de Québec, au Canada.
La partie inférieure du bassin versant de la rivière Moreau est desservie notamment par la route 138 qui la traverse près de son embouchure située au nord du village des Escoumins. À partir de la route 138, le chemin du Lac-Saint-Onge dessert le côté est de la vallée de la rivière Moreau et le lac Saint-Onge,.
La surface de la rivière Moreau est habituellement gelée de la fin novembre au début avril, toutefois la circulation sécuritaire sur la glace se fait généralement de la mi-décembre à la fin mars.[réf. nécessaire]

## Géographie
Les principaux bassins versants voisins de la rivière Moreau sont :
- côté nord : ruisseau du Rendez-Vous, rivière des Petits Escoumins, lacs aux Brochets, La Petite Romaine ;
- côté est : baie Saint-Onge, fleuve Saint-Laurent ;
- côté sud : rivière des Escoumins, ruisseau de Bon-Désir ;
- côté ouest : rivière des Escoumins, rivière à Cassette[2].

La rivière Moreau prend sa source au lac Saint-Onge (longueur : 2,5 km ; altitude : 107 m) dans la municipalité des Escoumins. Situé en zone forestière, ce lac comporte une zone de villégiature dans la partie nord et partie sud soit près de son embouchure.
Le cours de la rivière Moreau coule sur 8,4 km selon les segments suivants :
- 2,8 km vers le sud, en coupant la route forestière en fin de segment ;
- 5,2 km vers le sud-ouest en formant un crochet vers le nord-est, et une courbe vers le sud, jusqu’à la route 138 ;
- 0,4 km vers le sud-ouest, jusqu’à son embouchure[2].

La rivière Moreau se déverse sur la rive ouest de l'estuaire du Saint-Laurent, dans la baie Saint-Onge qui fait partie de la Grande batture des Escoumins. Cette embouchure est localisée à :
- 0,76 km au nord-ouest de l’extrémité de la pointe de la Croix, qui fait face au village des Escoumins ;
- 1,2 km au nord du pont de la route 138 du village des Escoumins ;
- 1,3 km au nord-ouest du quai du traversier Les Escoumins-Trois-Pistoles qui correspond à la limite nord du parc marin du Saguenay–Saint-Laurent ;
- 33,3 km au nord-est du centre du village de Tadoussac ;
- 10,6 km au sud de l’embouchure de la rivière des Petits Escoumins ;
- 49,0 km au sud du centre-ville de Forestville[2],[4],[5].

## Toponymie
Le toponyme « rivière Moreau » a été officialisé le 18 décembre 1986 à la Banque des noms de lieux de la Commission de toponymie du Québec.